# Jaume Castelló Pena
Jaume Castelló Pena (Capçanes, 1897 - Tarragona, 1969) fou un polític català, picapedrer de professió, i militant d'Esquerra Republicana de Catalunya, que exercí com a alcalde de Tarragona entre el maig de 1938 i el gener de 1939, en plena Guerra Civil espanyola, fou l'últim alcalde republicà de la ciutat.
Durant el seu mandat, Tarragona patí greus bombardeigs per part de l'aviació feixista, que afectaren profundament la ciutat. Entre els edificis destruïts hi hagué el Cinema Ideal, el Club Nàutic, i l'Escola Taller de Pintura i Escultura de la Generalitat. També es registraren danys importants en infraestructures com l'edifici de Telègrafs i la Duana. L'escriptor i cineasta francès André Malraux enregistrà alguns plànols d'aquestes destruccions, que foren inclosos en la seva pel·lícula L'Espoir (1939).
En un context marcat per l’escassetat i el col·lapse progressiu del front, l'Ajuntament, sota la seva direcció, decidí anul·lar la moneda municipal i afrontar una situació cada cop més crítica escassetat de recursos bàsics, manca de paper ―que provocà la pràctica desaparició de la premsa escrita local―, i l’aturada gairebé total de l’activitat econòmica per la incorporació massiva d’homes a l’exèrcit republicà.
Fou germà del destacat anarcosindicalista Serafí Castelló Pena, dirigent de la CNT i regidor a Tarragona durant la mateixa etapa.
Es va casar el 21 de març de 1925 a Tarragona amb Nativitat Sugranyes Solé, natural de La Guàrdia dels Prats. Era fill de Salvador Castelló Pallarès i de Mercè Pena Sangenís, i tenia tres germanes: Purificació, Paquita i Desidèria.
En finalitzar la guerra, Jaume Castelló s’exilià a França amb figures destacades del govern republicà com Carles Pi i Sunyer i Josep Tarradellas.